# Курц, Ефрем
Ефрем Курц (англ. Efrem Kurtz; 7 ноября 1900, Петербург — 27 июня 1995, Лондон) — американский дирижёр российского происхождения.

## Биография
Учился у А. К. Глазунова и Н. Н. Черепнина в Петроградской консерватории. В 1918 году уехал в Ригу, где в течение двух лет учился в университете, а затем в Берлин, где в 1922 году окончил Консерваторию Штерна (ученик Карла Шрёдера). Кроме того, занимался в Лейпциге под руководством Артура Никиша; дебютировал как дирижёр в 1921 году, заменив заболевшего Никиша за пультом оркестром, сопровождавшего выступление Айседоры Дункан.
В 1924—1933 гг. дирижёр Штутгартского филармонического оркестра. В 1926 году Курц руководил оркестром Русского романтического театра Б. Г. Романова на его гастролях в Турине, где среди прочих был представлен цирковой балет С. С. Прокофьева «Трапеция». В 1928—1931 годах сопровождал балерину Анну Павлову в её гастрольных поездках по странам Европы, Австралии и Южной Америки. В 1933—1941 гг. дирижёр «Русского балета» Сергея Дягилева в Монте-Карло.
С началом Войны переехал в США, в 1944 году принял американское гражданство. В 1943—1948 гг. руководил Филармоническим оркестром Канзас-Сити, во главе которого выступал против политики расовой дискриминации (до прихода Курца менеджмент оркестра запрещал продажу билетов на концерты чернокожим). В 1948—1954 гг. возглавлял Хьюстонский симфонический оркестр, в 1955—1957 гг. Королевский ливерпульский филармонический оркестр. Много гастролировал, выступал в Ленинграде и Москве (1966, 1968, 1977). Оркестры под его управлением записали музыку для ряда фильмов. В обширном репертуаре Курца преобладала русская музыка.
Братья Ефрема Курца — виолончелист Эдмунд Курц и скрипач и дирижёр Арвед Абрам Курц. Сестра, Мэри Курц Розенвальд (1906—1985), была первой скрипкой в оркестре Русского балета Монте-Карло, входила в руководство крупнейшей американской еврейской филантропической организации United Jewish Appeal (её муж Уильям Розенвальд был одним из основателей этой организации и младшим сыном Джулиуса Розенвальда — главы Сирс).